# Olivier Lebastard
 (octobre 2013).
Si vous disposez d'ouvrages ou d'articles de référence ou si vous connaissez des sites web de qualité traitant du thème abordé ici, merci de compléter l'article en donnant les références utiles à sa vérifiabilité et en les liant à la section « Notes et références ».
Pour les articles homonymes, voir Lebastard.
Olivier Lebastard (1753-1792) est un prêtre catholique diocésain français.

## Biographie

### Origine
Il est le fils de Olivier Lebastard, originaire de Héric, et de Marie Bourdet, originaire de Blain. Mariés en 1749 à Héric, ils eurent de nombreux enfants dont Olivier, leur deuxième né. La famille était pauvre et il est indiqué dans l'acte de succession de sa mère que les enfants devaient subvenir à l'entretien de leur père « âgé, infirme et pauvre ». Repéré par le recteur d'Héric dont il reçoit les premières leçons en latin, il est dirigé vers le séminaire. Il prend la tonsure en 1771 et en profite à cette date pour terminer ses études, des revenus d'un bénéfice dont il devint le titulaire.

### Un bénéfice
En effet sa mère était née à l'Éraudais en Blain, mais sa famille devait être sortie de Bouée sur les bords de la Loire. Là existait un bénéfice dit des Bourdet fondé par un membre de cette famille. C'était un membre de la famille, d'après une clause testamentaire, qui présentait à l'évêché, le prêtre à qui elle voulait en donner la jouissance. En 1771, le prêtre possesseur de ce bénéfice était François Chevalier, recteur de la paroisse de Saint-Lumine-de-Coutais (il sera député aux premiers jours de la Révolution). Il remet son bénéfice entre les mains de Olivier Lebastard père, qui en était le présentateur avec Marie Bourdet, descendante du fondateur : « En conséquence de laquelle, le dit Olivier Lebastard et Marie Bourdet, sa femme, demeurant au village de l'Eraudais, paroisse de Blain, nomment et présentent au dit bénéfice des Bourdet la personne de Maître Olivier Lebastard leur fils, clerc tonsuré capable de le posséder pour jouir des fruits, droits, domaines et revenus d'icelui à sa charge de faire célébrer une messe basse par semaine en la dite église de Bouée ; supplient humblement l'évêque de Nantes, à qui la collation appartient, d'accorder et faire délivrer à leur fils les provisions et visa nécessaires pour en prendre possession ».

### Parcours
Il reçoit les ordres mineurs le 18 décembre 1779, le sous-diaconat le 9 juin 1781 ; il est ordonné prêtre le 15 mai 1782. Nommé vicaire à Saint-Lumine-de-Clisson, il y demeure de janvier 1784 à juin 1787. Il devient ensuite vicaire à Héric, lieu où habite sa nombreuse famille paternelle. Il se consacre à l'étude de sa paroisse et compose un relevé en quatre gros volumes des actes de baptêmes, mariages et sépultures entre 1592 et 1800.

### La Révolution
Il exerce ses fonctions publiquement selon un certificat de la municipalité, jusqu'au 12 février 1792, puis commence après le refus de prêter au serment constitutionnel une vie errante et tourmentée. Resté au pays, il s'en va de village en village pour l'administration des sacrements. Il est reçu par des familles chrétiennes, ou par son vieux père pour le nourrir ou l'abriter la nuit. Il fait partie des prêtres dont la vie était faite de privations et de souffrances à l'instar de son vieux curé malade caché chez le tisserand Gilles Bregeon, mourant sur la paille. Les paroissiens d'Héric refusent l'intrus, et vers la fin de 1792, des soldats de troupe basés à Héric, et aidés par ceux de Blain se mettent à la poursuite des prêtres fidèles et particulièrement de l'abbé Lebastard que l'on sait dans le pays. Il dira souvent la messe sous un gros orme près de l'Éraudais (une famille du lieu a longtemps conservé ses habits sacerdotaux).

### Les circonstances de sa mort
Appelé près d'une malade dans une maison de la Coindière, on vient lui dire « Sauvez-vous vite, les Bleus qui vous cherchent ». La tradition rapporte qu'il fut vendu par un « cent sous » (un traître) aux « patauds ». Il s'agirait d'un couvreur perché sur le toit d'une maison au village de la Coindière. Il sort aussitôt et s'enfuit ; mais possédant une mauvaise vue, il ne distingue pas ses ennemis et se dirige vers eux. Quand il les voit, il prend une autre direction, celle du ruisseau. Il allait le franchir lorsque 2 soldats de Blain, Masseron et Grelier le rejoignent et le tuent de deux charges de fusil. La tradition rapporte que son corps resta suspendu au-dessus de la haie, la tête d'un côté et les pieds de l'autre. Il n'était qu'à quelques centaines de mètres de la maison paternelle. Il fut enseveli de l'autre côté du ruisseau, en territoire de Blain. On chercha souvent ses restes ; ils ne furent jamais trouvés.